# Сагапонак (Нью-Йорк)
Сагапонак (англ. Sagaponack) — селище (англ. village) в США, в окрузі Саффолк штату Нью-Йорк. Населення — 770 осіб (2020).

## Географія
Сагапонак розташований за координатами 40°55′51″ пн. ш. 72°16′7″ зх. д. / 40.93083° пн. ш. 72.26861° зх. д. (40.930895, -72.268719).  За даними Бюро перепису населення США в 2010 році селище мало площу 12,05 км², з яких 11,43 км² — суходіл та 0,62 км² — водойми.

## Демографія
Згідно з переписом 2010 року, у селищі мешкало 313 осіб у 146 домогосподарствах у складі 85 родин. Густота населення становила 26 осіб/км².  Було 676 помешкань (56/км²).
Расовий склад населення:
| - 96,2 % — білих - 1,3 % — чорних або афроамериканців - 0,6 % — азіатів - 0,3 % — вихідців з тихоокеанських островів |

До двох чи більше рас належало 1,0 %. Частка іспаномовних становила 2,2 % від усіх жителів.
За віковим діапазоном населення розподілялося таким чином: 14,1 % — особи молодші 18 років, 56,8 % — особи у віці 18—64 років, 29,1 % — особи у віці 65 років та старші. Медіана віку мешканця становила 55,5 року. На 100 осіб жіночої статі у селищі припадало 93,2 чоловіків;  на 100 жінок у віці від 18 років та старших — 88,1 чоловіків також старших 18 років.
Середній дохід на одне домашнє господарство  становив 280 211 долар США (медіана — 196 250), а середній дохід на одну сім'ю — 323 818 доларів (медіана — 209 125). За межею бідності перебувало 1,0 % осіб, у тому числі 0,0 % дітей у віці до 18 років та 0,0 % осіб у віці 65 років та старших.
Цивільне працевлаштоване населення становило 87 осіб. Основні галузі зайнятості: науковці, спеціалісти, менеджери — 18,4 %, фінанси, страхування та нерухомість — 14,9 %, освіта, охорона здоров'я та соціальна допомога — 14,9 %.